# Thunderstone (serie televisiva)
Thunderstone è una serie televisiva australiana in 52 episodi trasmessi per la prima volta nel corso di 3 stagioni dal 1999 al 2000.
È una serie di fantascienza per ragazzi ambientata in un mondo post-apocalittico, dopo che la Terra è stata colpita da una cometa, ed incentrata sulle vicende di Noah Daniels, della sua famiglia e di altri sopravvissuti che vivono in una colonia sotterranea denominata North Col nel 2020. È impossibile vivere sulla superficie del pianeta, a causa delle tempeste di neve e del freddo estremo e costante. Thunderstone è il nome dato al composto chimico di cui è fatta la cometa. Si tratta di una fonte di energia e potenza, e può essere usato per fare qualsiasi cosa.

## Personaggi e interpreti
- Noah Daniels (51 episodi, 1999-2000), interpretato da Jeffrey Walker.
- Kwan (51 episodi, 1999-2000), interpretato da Nathan Wentworth.
- Arushka (49 episodi, 1999-2000), interpretata da Mereoni Vuki.
- Chip (48 episodi, 1999-2000), interpretato da Daniel Daperis.
- Becky Daniels (46 episodi, 1999-2000), interpretata da Kate Keltie.
- Liz Daniels (40 episodi, 1999-2000), interpretata da Nikki Coghill.
- Sundance (38 episodi, 1999), interpretato da Damien Fotiou.
- Geneva (37 episodi, 1999), interpretata da Anna-Grace Hopkins.
- Simon Daniels (36 episodi, 1999-2000), interpretato da Andrew Larkins.
- Tao (25 episodi, 1999), interpretato da Stuart Halusz.
- Jett (24 episodi, 1999), interpretata da Elena Mandalis.
- Dottor Pretorius (21 episodi, 1999), interpretato da Gerard Kennedy.
- Syndia (18 episodi, 1999), interpretata da Nina Landis.
- Savage (18 episodi, 1999), interpretato da Denis Moore.
- Rork (17 episodi, 1999), interpretato da Jasper Bagg.
- Pohl (15 episodi, 1999), interpretato da Ernie Bourne.
- Lyal (13 episodi, 1999), interpretato da Brad Flynn.
- Rorden (13 episodi, 1999), interpretato da Wayne Hope.
- Tod (13 episodi, 1999), interpretato da Fletcher Humphrys.
- Myah (13 episodi, 1999), interpretata da Leeanna Walsman.
- Apra (13 episodi, 2000), interpretata da Kellie Jones.
- Ferris (12 episodi, 1999), interpretato da Robert Alston.
- Monsoon (10 episodi, 1999), interpretato da Bob Hornery.
- Ivan (10 episodi, 2000), interpretato da Christopher Schlusser.
- Clio (9 episodi, 2000), interpretata da Emily Browning.
- Vanda (9 episodi, 2000), interpretata da Janelle Da Silva.
- Drako (9 episodi, 2000), interpretato da Paul Zebrowski.

## Produzione
La serie, ideata da Jonathan M. Shiff, fu prodotta da Jonathan M. Shiff Productions Le musiche furono composte da Garry McDonald e Laurie Stone.

### Registi
Tra i registi della serie sono accreditati:
- Mark Defriest in 23 episodi (1999-2000)
- Colin Budds in 7 episodi (1999)
- Julian McSwiney in 5 episodi (1999)

### Sceneggiatori
Tra gli sceneggiatori della serie sono accreditati:
- David Phillips in 5 episodi (1999)
- Barbara Bishop in 4 episodi (1999)
- Peter A. Kinloch in 4 episodi (1999)
- Helen MacWhirter in 4 episodi (1999)
- Annie Fox in 3 episodi (1999)
- Marieke Hardy in 3 episodi (1999)
- Everett De Roche in 2 episodi (1999)
- Roger Dunn in 2 episodi (1999)
- Alison Nisselle in 2 episodi (1999)
- Jonathan M. Shiff

## Distribuzione
La serie fu trasmessa in Australia dal 12 febbraio 1999 all'8 settembre 2000 sulla rete televisiva Network Ten. In Italia è stata trasmessa dal 2003 su RaiSat Ragazzi, poi su Rai Gulp, dal luglio 2007 con il titolo Thunderstone.
Alcune delle uscite internazionali sono state:
- in Australia il 12 febbraio 1999 (Thunderstone)
- in Francia (Les nomades du futur)
- in Italia (Thunderstone)

## Episodi
| Stagione         | Episodi | Prima TV Australia | Prima TV Italia |
| ---------------- | ------- | ------------------ | --------------- |
| Prima stagione   | 26      | 1999               |                 |
| Seconda stagione | 13      | 1999               |                 |
| Terza stagione   | 13      | 2000               |                 |